# Континентална титла на AEW
Континенталната титла на AEW е кеч титла на американската федерация All Elite Wrestling (AEW). Обявена е на 18 ноември 2023 г. Тя е част от това, което AEW прокламира като Американската тройна корона, наричана още Континентална корона, която се състои от Световна титла на ROH от дъщерната федерация Ring of Honor (ROH) и Стронг титла в отворена категория на партньорската федерация New Japan Pro-Wrestling (NJPW), което позволява да бъде защитавана в тези компании.
Титлата е специална с това, че се защитава съгласно Континентални правила, при които никой не се допуска до ринга и външна намеса е строго забранена.
Настоящият шампион е Казучка Окада, който побеждава Еди Кингстън на седмичното шоу AEW Dynamite на 20 март 2024 г.

## История
На 11 ноември 2023 г. All Elite Wrestling (AEW) обявява турнир, наречен Континентална класика. Президентът на AEW Тони Хан и кечистът на AEW Брайън Даниелсън обявяват, че турнирът ще започне на 22 ноември 2023 г. в епизод на Dynamite, ще продължи шест седмици и ще се проведе в епизоди на Dynamite, Rampage и Collision и след това ще завърши на Worlds End PPV на 30 декември. Също така е обявено, че победителят в турнира ще стане първи носител на Континенталната титла на AEW.
Първият победител Еди Кингстън, също е обявен за шампион на тройната корона на Америка след спечелването на Континенталната титла, тъй като той вече държи Световната титла на ROH и Стронг титлата в отворена категория на New Japan Pro-Wrestling (NJPW). Тъй като е част от Титлата на Тройната корона, Континенталната титла се признава от AEW, ROH и NJPW и ще бъде защитавана и в трите федерации. Впоследствие континенталният шампион по време на следващата Континентална класика автоматично ще бъде включен в турнира.